# Маклеф, Мордехай
Мордехай Маклеф (ивр. מרדכי מקלף‎; 19 января 1920 — 22 февраля 1978) — третий начальник Генерального штаба Армии Обороны Израиля, в дальнейшем генеральный директор многих значительных израильских предприятий.

## Биография
Маклеф родился в 1920 году в деревне Моца (ивр. מוצא‎), около Иерусалима, во время британского мандата в Палестине. Его родители были среди основателей первой современной деревни за пределами Иерусалима, расположенной вдоль дороги в Яффу. Во время арабского восстания 1929 года жители соседней арабской деревни Колония (англ. Kolonia) атаковали дом семьи Маклеф, который находился у границы деревни. Вся его семья была убита. Сам Мордехай Маклеф спасся спрыгнув со второго этажа. В убийстве также приняли участие пастух, нанятый семьёй, и местный полицейский, единственный имеющий оружие в округе. Случай потряс евреев Палестины, и был одним из часто вспоминаемых событий восстания. В дальнейшем Мордехая воспитывали родственники из Иерусалима и Хайфы.
Будучи подростком, Маклеф принимал активное участие в деятельности Хаганы и состоял в подразделении Уингейта. После начала Второй мировой войны был зачислен в британскую армию в звании сержанта в июле 1942 года. Принял участие в Североафриканской и Итальянской компаниях. После увольнения из армии в августе 1946, в звании майора, остался в Европе и был одним из организаторов нелегальной иммиграции в Палестину, а также приобретал оружие для создаваемого израильского государства. Позже возвращается в Палестину и вновь становится членом Хаганы.
Во время Арабо-израильской войны (1947—1949) Маклеф сражается в бригаде «Кармели» (англ. Carmeli Brigade) в качестве офицера по планированию операций, в дальнейшем - командует  бригадой в ходе сражений возле Хайфы и Акко. Также принял участие в Операции «Хирам» (англ. Operation Hiram), в которой израильские подразделения завоевали всю Галилею. После войны возглавлял израильскую делегацию на переговорах с Ливаном и Сирией. В ноябре 1949 года становится заместителем начальника генштаба И. Ядина и главным офицером по планированию операций армии обороны Израиля. После отставки И. Ядина, 32-летний Маклеф соглашается занять должность начальника генштаба, сроком на один год.
В течение этого времени Израиль становился целью для усиливающихся атак палестинских фидаинов с территорий, захваченных во время войны Египтом и Трансиорданией, и Ливана, терроризировавших приграничные еврейские населённые пункты. После этого Маклеф назначает майора А. Шарона командиром  подразделения 101, созданного  для борьбы с фидаинами. Это подразделение в 1953 вошло в состав  десантных войск.
7 декабря 1953, ровно один год пробыв в должности начальника генштаба Армии обороны Израиля, Маклеф уходит в отставку. Затем он начинает работать в государственном секторе, где занимает ряд высоких позиций. С 1955 по 1968 — генеральный директор компании "Заводы Мертвого моря" («Мифалей Ям ха-Мелах», ивр. מפעלי ים המלח‎), которая развивала фосфатную индустрию вокруг Мёртвого моря. Также он был генеральным директором (англ. Citrus Marketing Board) и возглавлял концерн "Химикалии Израиля" (англ. Israel Chemicals).
Мордехай Маклеф умер в 1978 году.